# The Skatalites

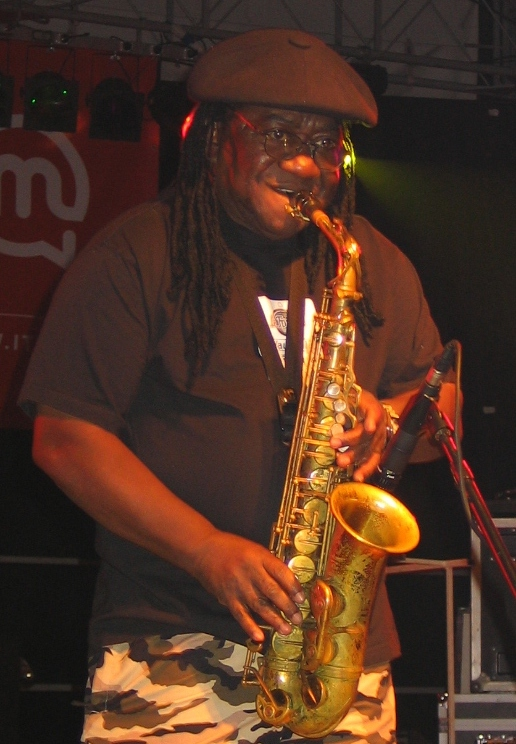
Lester Sterling spelar med The Skatalites vid Njoki Summer Festival i Uruguay 2007.

The Skatalites var ett jamaicanskt skaband som grundades 1964 av några av Jamaicas mest framstående musiker. Skatalites spelade bland annat som studioband i producenten Coxsone Dodds studio Studio One och anses vara de främsta pionjärerna inom skamusiken. Medlemmarna splittrades 1966 och spelade sedan i andra betydelsefulla band som utvecklade den jamaicanska musikscenen, däribland The Soul Brothers, Soul Vendors och Sound Dimension. 1967 blev deras inspelning av temat till filmen Guns of Navarone en internationell hit som nådde plats 36 på brittiska singellistan.
Gruppen återförenades 1989 och är fortfarande aktiva med turnéer och skivsläpp. Dock har de flesta ursprungliga medlemmarna avlidit, vissa slutat och vissa är fortfarande aktiva som solomusiker. Den ende aktive originalmedlemmen 2013 var saxofonisten Lester Sterling.

## Medlemmar
Nuvarande medlemmar
- Lester Sterling – altsaxofon (ursprunglig medlem)
- Doreen Shaffer – sång (ursprunglig medlem)
- Azemobo Audu – tenorsaxofon
- Travis Antoine – trumpet
- Natty Frenchy – gitarr
- Val Douglas – basgitarr
- Andrae Murchison – trombon
- Ken Stewart – keyboard
- Trevor "Sparrow" Thompson – trummor

Tidigare medlemmar
- Roland Alphonso – saxofon (ursprunglig medlem, död 1998)
- Tommy McCook – saxofon (ursprunglig medlem, död 1998)
- Don Drummond – trombon (ursprunglig medlem, död 1969)
- Johnny "Dizzy" Moore – trumpet (ursprunglig medlem, död 2008)
- Lloyd Brevett – kontrabas (ursprunglig medlem, död 2012)
- Lloyd Knibbs – trummor, percussion (ursprunglig medlem, död 2011)
- Jerome "Jah Jerry" Haynes – gitarr (ursprunglig medlem, död 2007)
- Jackie Mittoo – piano (ursprunglig medlem, död 1990)
- Greg Glassman – trumpet
- Mark Berney – trumpet
- Nathan Breedlove – trumpet (1991–1998)
- Cedric "Im" Brooks – tenorsaxofon (2000–2002,2007–2010; död 2013)
- Karl "Cannonball" Bryan – saxofon (2003–2009)
- Calvin "Bubbles" Cameron – trombon (1983–1984)
- Welford "Will" Clark – trombon (1994–2003)
- Vin "Don D. Junior" Gordon – trombon (2003–2008)
- Devon James – gitarr (1987–2009)
- Bill Smith – keyboard (1993–1999)
- Cary Brown – keyboard (1990–1995)
- Ken Stewart – keyboard (1988–1990,1998-2009; också bandets manager)
- Clark Gayton – trombon (1989–1994)
- Luis Bonilla – trombon
- Arnold "Willie" Brackenridge – trumpet (1983–1984)

Bidragande musiker (studio och live)
- Jackie Opel – sång
- Tony Gregory – sång
- Lord Tanamo – sång
- Dennis "Ska" Campbell – tenorsaxofon
- Oswald "Baba" Brooks – trumpet
- Frank Anderson – trumpet
- Lyn Taitt – rytmgitarr
- Winston Grennan – trummor
- Johnny Moore – trumpet
- Ernest Ranglin – sologitarr
- Kevin Batchelor – sång, trumpet
- Rico Rodriguez trombon

## Diskografi
- 1967 – Ska Authentic
- 1967 – Ska Authentic, Vol. 2
- 1978 – African Roots
- 1984 – Scattered Lights
- 1984 – Return of the Big Guns
- 1984 – With Sly & Robbie & Taxi Gang
- 1987 – Stretching Out
- 1993 – Hog in a Cocoa
- 1993 – I'm in the Mood for Ska
- 1993 – Ska Voovee
- 1994 – Hi-Bop Ska
- 1995 – In the Mood for Ska
- 1996 – Greetings from Skamania
- 1997 – The Skatalite!
- 1997 – Foundation Ska
- 1998 – Ball of Fire
- 2001 – Nucleus of Ska
- 2001 – Herb Dub, Collie Dub
- 2002 – Ska Splash
- 2002 – Lucky Seven
- 2002 – From Paris with Love
- 2002 – Celebration
- 2002 – Ska-ta-shot
- 2005 – In Orbit vol.1 - Live from Argentina
- 2007 – On the Right Track